# دبليو. ر. بيرنت
دبليو. ر. بيرنت (بالإنجليزية: W. R. Burnett)‏ (25 نوفمبر 1899، سبرينغفيلد في الولايات المتحدة - 25 أبريل 1982، سانتا مونيكا في الولايات المتحدة)؛ كاتِب، سيناريست وروائي أمريكي. درس في جامعة ولاية أوهايو.

## روابط خارجية
- دبليو. ر. بيرنت على موقع IMDb (الإنجليزية)
- دبليو. ر. بيرنت على موقع الموسوعة البريطانية (الإنجليزية)
- دبليو. ر. بيرنت على موقع إن إن دي بي (الإنجليزية)
- دبليو. ر. بيرنت على موقع قاعدة بيانات الفيلم (الإنجليزية)